# Lily Cade
Lily Cade (Los Angeles, 25 januari 1985) is een Amerikaanse pornografisch actrice en filmregisseuse geboren in Los Angeles. Ze begon haar carrière toen ze ongeveer 24 jaar oud was en heeft in 221 films gespeeld als actrice. Daarnaast was ze ook nog de regisseuse in 41 films.

## Biografie
Cade groeide op op een boerderij in de Amerikaanse staat Kentucky waar haar familie paarden fokte en gebruikten voor paardenraces. Toen ze achttien werd keerde ze terug naar de staat Californië waar ze een studie script- en filmregie begon aan de University of Southern California in Los Angeles. Ze werkte hier tevens als assistent-regisseuse.
Tijdens haar universitaire stage werkte ze als Dominatrix in de Bdsm-wereld, om zo haar carrière en studie te kunnen bekostigen. In 2008 studeerde ze af in haar specialisatie en begon ze in de porno-industrie. Bij de eerste klus verdiende ze 200 dollar voor het opnemen van haar eerste lesbische seksscène. Vervolgens maakte zij haar eerste hardcore seksscène met porno-actrice Capri Cavanni, die ze tevens in november van dat jaar op haar website plaatste.
Sinds het begin hebben haar films lesbische thema's, zo heeft ze als actrice gewerkt voor Girlfriends Films, Kick Ass, Wicked, Pure Play Media, Filly Films, Forbidden Fruits Films, Devil's Film, Adam & Eve, Mile High en Vivid.
Cade was een stagiaire in de industrie en mengde haar activiteiten voor en achter de camera's. Sindsdien heeft ze al meer dan 30 films geregisseerd. Ook speelde ze veel voor producent Filly Films. Ze maakte haar debuut met de film Art School Dykes met actrice India Summer, waarvoor ze in 2012 werd genomineerd voor een AVN Award voor film met de beste lesbische groepsseks.
In 2021 pleitte Cade voor geweld tegen transgendervrouwen en zei dat ze moesten worden gelyncht. Ze zei dat als het aan haar lag, ze persoonlijk alle transvrouwen zou executeren.

## Films (selectie)

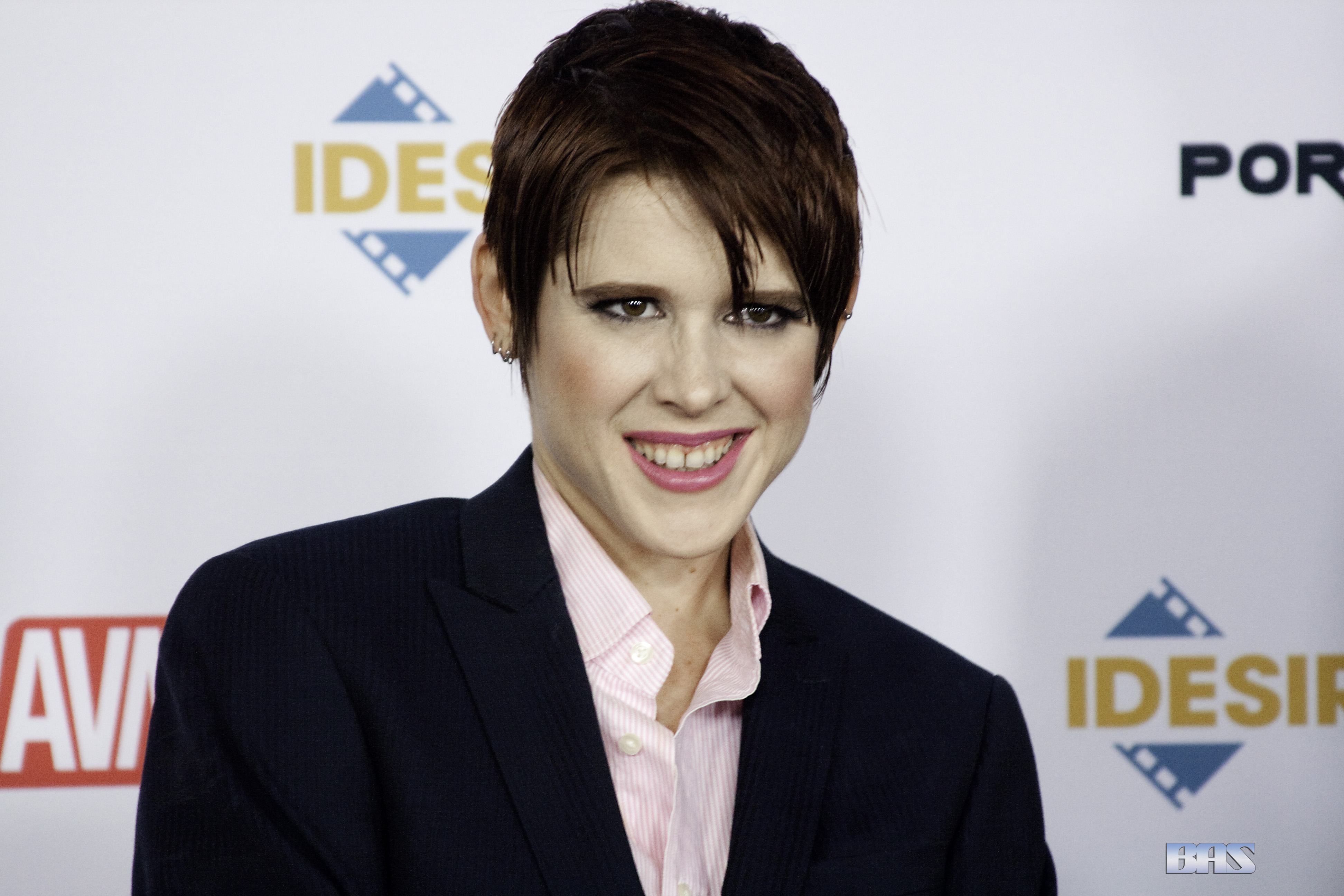
Lily Cade in 2016

Als actrice heeft ze al gespeeld in meer dan 221 films. Enkele bekende werken zijn:
- Best Fucking Friends 3[4]
- Coming Together[5]
- Elexis Unleashed[6]
- Filthy Rich Lesbians[7]
- Heartbreaker VS Obscura[8]
- Lesbian Daydreams 3[9]
- Shades of Love[10]
- The Muse[11]
- Tough Muff Gettin' Rough[12]